# National League 2020-2021 (Gibilterra)
La National League 2020-2021 è stata la 2ª edizione dell'omonima competizione a seguito dell'abolizione della Premier Division e la 122ª globale, iniziata il 16 ottobre 2020 e terminata il 16 maggio 2021. Il Lincoln Red Imps ha conquistato il primo trofeo della National League, il ventiquattresimo titolo gibilterriano della sua storia.

## Stagione

### Formula
La formula del torneo segue quella dell'edizione precedente. Sono previste due fasi: nella prima, le 12 squadre di Gibilterra si affronteranno in un girone unico in partite di sola andata al termine del quale si passa alla seconda fase. Le prime sei classificate comporranno il Championship Group, mentre le altre comporranno il Challenge Group. In questa seconda fase, le squadre si affronteranno in partite di andata e ritorno. Inoltre, conserveranno i punti totalizzati nella prima fase. La squadra vincitrice del Championship Group verrà proclamata campione di Gibilterra e si qualificherà per il primo turno di qualificazione della UEFA Champions League 2021-2022, mentre la seconda e la terza classificate, insieme alla vincitrice della Rock Cup 2020-2021, si qualificheranno per il primo turno di qualificazione della UEFA Europa Conference League 2021-2022.
La squadra vincitrice del Challenge Group vincerà il GFA Challenge Trophy e accederà direttamente al secondo turno della Rock Cup dell'anno successivo.

## Squadre partecipanti
Le squadre di questa edizione sono le stesse dell'edizione precedente. Tutte le squadre giocano nello stesso stadio, il Victoria Stadium con una capienza di 5000 spettatori.
| Squadra          | Stagione precedente                                            |
| ---------------- | -------------------------------------------------------------- |
| Boca Gibraltar   | 10º posto in National League                                   |
| FCB Magpies      | 5º posto in National League                                    |
| College 1975     | 12º posto in National League                                   |
| Europa FC        | 1º posto in National League                                    |
| Europa Point     | 8º posto in National League                                    |
| Glacis United    | 11º posto in National League                                   |
| Lincoln Red Imps | 3º posto in National League - Campione di Gibilterra in carica |
| Lions Gibraltar  | 6º posto in National League                                    |
| Lynx             | 4º posto in National League                                    |
| Manchester 62    | 9º posto in National League                                    |
| Mons Calpe       | 7º posto in National League                                    |
| St Joseph's      | 2º posto in National League                                    |

## Prima fase

### Classifica finale
|  | Pos. | Squadra          | Pt      | G  | V | N | P  | GF | GS | DR  |
|  | ---- | ---------------- | ------- | -- | - | - | -- | -- | -- | --- |
|  | 1.   | Europa FC        | 28      | 10 | 9 | 1 | 0  | 44 | 5  | +39 |
|  | 2.   | Lincoln Red Imps | 25      | 10 | 8 | 1 | 1  | 33 | 7  | +26 |
|  | 3.   | St Joseph's      | 22      | 10 | 7 | 1 | 2  | 49 | 11 | +38 |
|  | 4.   | Lynx             | 19      | 10 | 6 | 1 | 3  | 26 | 10 | +16 |
|  | 5.   | Mons Calpe       | 19      | 10 | 6 | 1 | 3  | 21 | 13 | +8  |
|  | 6.   | Lions Gibraltar  | 15      | 10 | 4 | 3 | 3  | 12 | 10 | +2  |
|  | 7.   | FCB Magpies      | 14      | 10 | 4 | 2 | 4  | 14 | 16 | -2  |
|  | 8.   | Glacis United    | 9       | 10 | 3 | 0 | 7  | 10 | 18 | -8  |
|  | 9.   | Manchester 62    | 6       | 10 | 2 | 0 | 8  | 8  | 44 | -36 |
|  | 10.  | Europa Point     | 3       | 10 | 1 | 0 | 9  | 7  | 38 | -31 |
|  | 11.  | College 1975     | 0       | 10 | 0 | 0 | 10 | 8  | 60 | -52 |
|  | 12.  | Boca Gibraltar   | Escluso | -  | - | - | -  | -  | -  | -   |

Legenda:
      Ammesse al Championship Group
      Ammesse al Challenge Group
      Escluso a campionato in corso.
Note:

Tre punti a vittoria, uno a pareggio, zero a sconfitta.
In caso di arrivo di due o più squadre a pari punti, la graduatoria verrà stilata secondo la classifica avulsa tra le squadre interessate che prevede, in ordine, i seguenti criteri:
- Punti generali
- Differenza reti generale
- Reti realizzate in generale
- Partite vinte in generale
- Partite vinte in trasferta
- Punti negli scontri diretti
- Differenza reti negli scontri diretti
- Differenza reti generale
- Sorteggio

Il Boca Gibraltar è stato escluso dal campionato alla settima giornata, dopo due rinunce; le partite precedentemente disputate non hanno valore per la classifica e sono quindi annullate.

### Risultati
|                  | Boc | BrM | Col  | Eur | EuP | Gla | Lio | Lin | Lyn | M62  | Mon | StJ |
| ---------------- | --- | --- | ---- | --- | --- | --- | --- | --- | --- | ---- | --- | --- |
| Boca Gibraltar   |     |     | 6-1  | 0-3 |     |     |     |     |     |      | 0-3 |     |
| Bruno's Magpies  | 1-0 |     |      | 1-3 | 4-0 |     | 0-0 |     |     | 3-2  |     | 0-3 |
| College 1975     |     | 0-3 |      |     | 1-3 | 1-5 |     | 0-8 | 1-7 |      | 0-6 |     |
| Europa FC        |     |     | 9-0  |     |     | 1-0 |     | 2-2 | 3-1 |      | 3-0 |     |
| Europa Point     | 1-2 |     |      | 0-9 |     |     | 0-1 | 1-6 |     |      | 2-4 |     |
| Glacis United    |     | 0-1 |      |     | 3-0 |     |     | 0-3 | 0-3 |      | 0-1 | 0-5 |
| Lions Gibraltar  |     |     | 3-2  | 0-1 |     | 3-0 |     |     | 0-3 |      |     |     |
| Lincoln Red Imps | 0-0 | 3-0 |      |     |     |     | 3-0 |     |     | 2-0  |     | 4-2 |
| Lynx             |     | 1-1 |      |     | 3-0 |     |     | 2-0 |     | 5-0  | 0-1 | 1-4 |
| Manchester 62    |     |     | 3-2  | 0-9 | 3-1 | 0-2 | 0-4 |     |     |      |     |     |
| Mons Calpe       |     | 4-1 |      |     |     |     | 0-0 | 0-2 |     | 5-0  |     | 0-5 |
| St. Joseph's     | 3-1 |     | 13-1 | 1-4 | 4-0 |     | 1-1 |     |     | 11-0 |     |     |

## Seconda fase

### Championship Group

#### Classifica finale
|                       | Pos. | Squadra          | Pt | G  | V  | N | P  | GF | GS | DR  |
| --------------------- | ---- | ---------------- | -- | -- | -- | - | -- | -- | -- | --- |
| Gibilterra (bandiera) | 1.   | Lincoln Red Imps | 48 | 20 | 15 | 3 | 2  | 62 | 13 | +49 |
|                       | 2.   | Europa FC        | 47 | 20 | 15 | 2 | 3  | 66 | 14 | +52 |
|                       | 3.   | St Joseph's      | 45 | 20 | 14 | 3 | 3  | 71 | 20 | +51 |
|                       | 4.   | Mons Calpe       | 32 | 20 | 10 | 2 | 8  | 36 | 35 | +1  |
|                       | 5.   | Lynx             | 26 | 20 | 8  | 2 | 10 | 36 | 40 | -4  |
|                       | 6.   | Lions Gibraltar  | 16 | 20 | 4  | 4 | 12 | 13 | 33 | -20 |

Legenda:

      Ammessa alla UEFA Champions League 2021-2022

      Ammessa alla UEFA Europa Conference League 2021-2022

#### Risultati
|                  | Eur | Lio | Lin | Lyn | Mon | StJ |
| ---------------- | --- | --- | --- | --- | --- | --- |
| Europa FC        |     | 4-0 | 0-3 | 3-0 | 2-0 | 0-2 |
| Lions Gibraltar  | 0-2 |     | 1-1 | 0-1 | 0-4 | 0-2 |
| Lincoln Red Imps | 3-1 | 3-0 |     | 1-0 | 5-1 | 0-1 |
| Lynx             | 0-6 | 4-0 | 0-7 |     | 2-2 | 0-5 |
| Mons Calpe       | 0-3 | 1-0 | 0-4 | 3-1 |     | 0-4 |
| St. Joseph's     | 1-1 | 1-0 | 2-2 | 3-2 | 1-4 |     |

### Challenge Group

#### Classifica finale
|  | Pos. | Squadra       | Pt | G  | V  | N | P  | GF | GS | DR  |
|  | ---- | ------------- | -- | -- | -- | - | -- | -- | -- | --- |
|  | 1.   | FCB Magpies   | 32 | 18 | 10 | 2 | 6  | 46 | 27 | +19 |
|  | 2.   | Glacis United | 30 | 18 | 10 | 0 | 8  | 35 | 27 | +8  |
|  | 3.   | Manchester 62 | 17 | 18 | 5  | 2 | 11 | 25 | 60 | -35 |
|  | 4.   | College 1975  | 8  | 18 | 2  | 2 | 14 | 23 | 81 | -58 |
|  | 5.   | Europa Point  | 3  | 18 | 1  | 0 | 17 | 10 | 73 | -63 |

Legenda:

      Vincitore del GFA Challenge Trophy 

#### Risultati
|                 | BrM | Col | EuP | Gla | M62 |
| --------------- | --- | --- | --- | --- | --- |
| Bruno's Magpies |     | 3-0 | 7-0 | 1-5 | 4-0 |
| College 1975    | 1-8 |     | 4-1 | 0-2 | 0-0 |
| Europa Point    | 0-4 | 0-6 |     | 0-3 | 1-4 |
| Glacis United   | 4-1 | 4-1 | 3-1 |     | 4-1 |
| Manchester 62   | 1-4 | 3-3 | 4-0 | 4-0 |     |